# Palazzo del Banco di Napoli

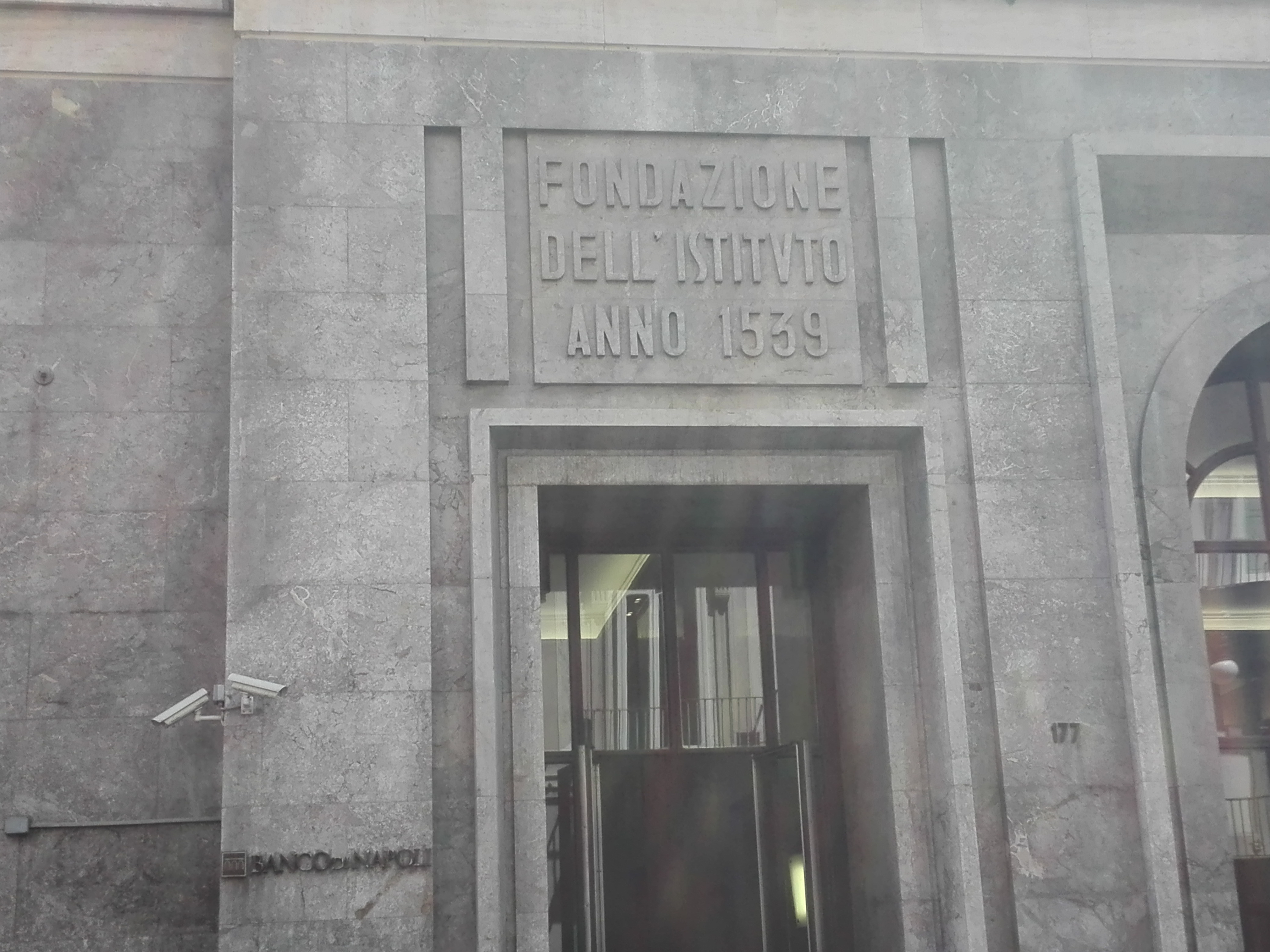
Portone dell'edificio

Il Palazzo del Banco di Napoli si trova nel centro storico della città partenopea, in via Toledo, ed è uno splendido esempio di architettura razionalista.
Dal 2022 l'edificio ospita anche la sede napoletana delle Gallerie d'Italia del gruppo Intesa Sanpaolo, precedentemente ubicata nel vicino Palazzo Zevallos. La collezione museale è stata allestita in uno spazio espositivo di circa 4.000 m².

## Storia
Inizialmente la sede del Banco di Napoli (già Banco delle Due Sicilie) era situata nel vicino palazzo San Giacomo, costruito all'inizio del XIX secolo da Stefano Gasse come sede dei ministeri del Regno dei Borbone su un'area che aveva precedentemente ospitato un convento, una zona ospedaliera e la chiesa di San Giacomo degli Spagnoli, inglobata nel nuovo edificio. 
Il palazzo, a forma quadrangolare, era dotato di una galleria interna in ferro e vetro che metteva direttamente in contatto piazza Municipio e via Toledo, che delimitavano l'edificio rispettivamente sul fronte meridionale e settentrionale.
Negli anni trenta del XX secolo, durante il periodo di direzione affidata a Giuseppe Frignani ed in occasione dei quattrocento anni dalla fondazione del Banco, fu decisa la costruzione di una nuova sede, demolendo l'ala settentrionale di palazzo San Giacomo, in cui era ubicata l'Intendenza di Finanza, e gran parte della galleria del Gasse.
Il progetto fu affidato a Marcello Piacentini, un affermato architetto ed urbanista, che nella lavorazione degli spazi dimostrò un accentuato gusto classicista. Adottò il metodo del chiaroscuro, assumendo tinte diverse a seconda degli ambienti. Inizialmente fu ipotizzata la creazione di una piazza rettangolare antistante l'edificio che, tuttavia, avrebbe comportato la demolizione di una parte dei Quartieri Spagnoli.
Particolare importanza assumono gli ambienti del secondo piano dell'edificio, tra i quali spicca il "Salone delle assemblee" con i suoi finestroni e il rivestimento con marmi provenienti dall'Etiopia.
Negli anni ottanta del Novecento il prospetto fu avanzato su progetto di Nicola Pagliara, che aggiunse due fontane, fioriere e sedili in marmo per decorare l'austera facciata.